# 八重岳
八重岳（やえだけ）は、標高453.4メートルの山で、沖縄本島北部に位置する本部半島の最高峰である。
沖縄本島では与那覇岳に次ぐ第2位の標高で、南方に位置する嘉津宇岳と安和岳と共に連山をなす。山頂までの沿道にカンヒザクラが植えられ、日本で最も早く桜が見られることで知られる。沖縄戦では、沖縄本島北部の主要な戦闘地であった。頂上部にアメリカ軍が管理する「八重岳通信所」が置かれている。

## 地勢
沖縄本島北部に位置する本部半島の南に位置し、南東に嘉津宇岳、南に安和岳がある。山頂は沖縄県国頭郡本部町に属するが、山体は名護市との境界をまたぐ。標高は453.4メートルで、沖縄県内で第5位、沖縄本島内では与那覇岳に次ぐ第2位の高さで、本部半島の最高峰である。
八重岳をはじめ、嘉津宇岳と安和岳の連山が本部半島の南側にそびえ、北側の乙羽岳を主体とする山塊との間に東西に伸びる構造線で分断されている。八重岳の連山は起伏に富んだ地形で、地面に露出した岩石が多く、南側は名護湾にせり出す。遠くから望む山容は緩やかに見えるが、実際には谷が多く形成されている。地質は古生代ペルム紀の石灰岩を主とし、粘板岩やチャートを含む中生代の本部層で構成され、嘉津宇岳と安和岳と共に、円錐状のカルスト地形をなす。
八重岳の年間降水量は約2,600ミリメートルで、満名川や大井川水系の源流域となっている。八重岳北東の斜面から源を発する大井川の河口は三角江をなし、今帰仁村海岸の東シナ海へ流出する。満名川の中上流部は谷が発達しているが、下流部に沖積低地が形成されている。西麓の崎本部には、日本国指定天然記念物の「塩川」が流れ、塩分を含む水が湧出している。

## 自然
八重岳一帯は、1972年（昭和47年）に沖縄県により指定された「嘉津宇岳安和岳八重岳天然保護区」に含まれる。また、沖縄県は1989年（平成元年）に「嘉津宇岳・安和岳・八重岳自然環境保全地域」を名護市に設定した。植生は主にイタジイであり、ナガミボチョウジやオキナワシキミなどが分布する。かつてラン科の植物が多く自生していたが、個体数が減少している。また、リュウキュウヤマガメやカラスバト、イシカワガエル、イボイモリ、コノハチョウなどの動物が生息している。本部町は、「本部町森林保全計画」の策定により、自然保護の観点から八重岳周辺の整備を行っている。
八重岳は桜の名所でもある。登山道の両端にカンヒザクラが植えられ、1月下旬には開花する。沖縄本島中南部よりも気温の低い北部、特に八重岳などの標高の高い山岳地帯で開花が早まる。

## 人間史
八重岳は方言で「エーダキ」といい、『ペリー艦隊日本遠征記』に所載された地図には、嘉津宇岳・安和岳・八重岳の一帯を「NATCHIJIN MOUNTAINS （ナチジン山地）」と記している。
八重岳の北西麓を占める本部町の大字「大嘉陽（おおかよう）」では、染料に利用される藍の栽培が大正期まで盛んに行われていたが、化学染料が台頭したことにより次第に衰退、戦後になると、藍の栽培と染料の製造は廃れたが、その後サトウキビやパイナップルの栽培に転換している。

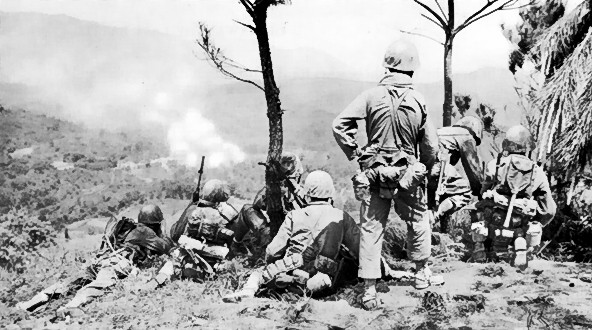
八重岳に向けて押し進むアメリカ軍の第6海兵師団。

沖縄戦における沖縄本島北部の戦いの中でも、本部半島の山岳部が主要な戦闘地で、特に八重岳は本島北部において唯一日米両軍の対峙戦が行われた場所である。1945年（昭和20年）3月、宇土武彦大佐が率いる独立混成第44旅団第2歩兵隊（「宇土部隊」、「略称・球7071」）は八重岳の周囲に陣地を築いていたが、4月13日に本部半島に到達したアメリカ軍の第6海兵師団は、八重岳を攻撃目標と決めていた。翌日、アメリカ軍は宇土部隊の本拠地である八重岳へ攻撃を開始し、宇土部隊は銃撃による抵抗を見せたが、同月16日に八重岳山頂はアメリカ軍により占領された。同日、宇土は陣地を放棄して、本部半島に残っていた将兵らに多野岳への転進命令を下した。4月20日、アメリカ軍は本部半島のほぼ全域を制圧し、それにより本島北部における日米両軍の組織的な戦闘のほとんどが終結した。
なお、第2歩兵隊（略称・球7071）の慰霊碑「和球の碑」が部隊生存者によって1965年（昭和40年）6月に名護岳に建立されている。
米軍統治時代の1963年（昭和38年）、琉米親善委員会からの補助金で、八重岳桜並木の植樹事業が開始され、それ以降も継続して行われていた。1979年（昭和54年）1月19日に、一回目となる「八重岳桜花見祭り」が開催された。1966年（昭和41年）に「新沖縄観光名所」、1983年（昭和58年）に「沖縄の自然100選」、1995年（平成7年）に「新おきなわ観光名所100選」に選定されている。

## 観光

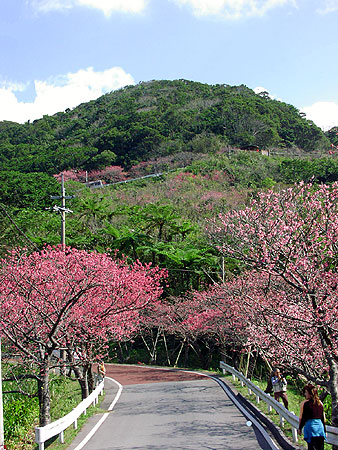
登山道のカンヒザクラ並木

登山道入口が本部町の「伊野波（いのは）」にあり、山頂付近まで道路が約4キロメートルにわたって続く。山頂まで自動車による往来が可能で、道中に駐車場が整備され、また自然林の中を通る遊歩道もある。家族連れなどの集団が登山やピクニックを行うのに適している。頂上からは沖縄本島北部の国頭山地をはじめ、伊江島や瀬底島、水納島を望むことができる。山頂に一等三角点が設置されている。
中腹から頂上までの道路沿いに約7千本のカンヒザクラが植えられている。1月下旬に開花することから、日本で最も早く桜が見られることで知られ、多くの花見客が訪れる。「ひと足お咲きに」というキャッチフレーズで銘打った「本部八重岳桜まつり」が、1月中旬頃から開催されている。八重岳の周囲は本部町により「桜の森公園」と位置づけられ、同町に所在する海洋博公園と共に観光資源となっている。
八重岳頂上部にある「八重岳通信所」の区域内において、アメリカ軍の活動を妨害しない限り、一般住民の使用は許可され、また通信施設であることから、訓練や演習などは行われていない。

## 通信施設
八重岳頂上部に設置された「八重岳通信所」は、1950年（昭和25年）に使用が開始、本土復帰後の1977年（昭和52年）にアメリカ陸軍からアメリカ空軍に移管され、1993年（平成5年）に海上自衛隊が共同での使用を開始した。八重岳山頂に国土交通省や沖縄県などのマイクロ波中継局と、航空局の航空路監視レーダーが設けられている。

### 放送送信施設
| 周波数 （MHz） | 放送局名 ｢愛称｣                   | コールサイン | 空中線電力 | ERP | 放送対象地域                     | 放送区域内世帯数 | 開局日         |
| -------------- | --------------------------------- | ------------ | ---------- | --- | -------------------------------- | ---------------- | -------------- |
| 78.2           | FM本部 ｢ちゅらハートエフエム本部｣ | JOZZ0BV-FM   | 20W        | 58W | 本部町のほぼ全域と周辺地域の一部 | ※6,195世帯       | 2011年 12月9日 |

#### 補足
- 公式発表上の放送区域内世帯数は、本部町全世体の97%にあたるの4,695世帯、伊江村全世帯の79%にあたる1,500世帯が放送区域内世帯数だが、下記外部リンクによると、名護市や今帰仁村及び恩納村の一部も、放送エリアに入る。
- 2018年11月26日・午前11時59分までは周波数79.2MHz、出力20w、ERP28.9wで送信していた。

#### 歴史
- 2011年
  - 10月4日 - 予備免許交付
  - 12月6日 - 本免許交付
  - 12月9日 - 周波数79.2MHzで開局
- 2018年
  - 11月26日 - 正午より78.2MHzへ周波数変更

#### 置局住所
- 国頭郡本部町大嘉陽976